# Tonkawové
Tonkawové (z wičitského Tonkaweya - "Ti, kteří stojí pohromadě", vlastním jménem Tikanwa-tik, tj. "Praví lidé") jsou málo známý kmen severoamerických indiánů obývající jižní okraj oblasti prérií v dnešním Texasu. V současné době žijí v počtu asi 600 osob (většinou míšenců s Čerokíji a bělochy), hovořících anglicky, v rezervaci v Oklahomě.

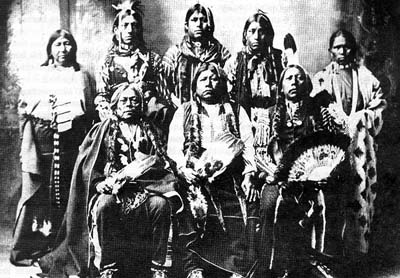
Tonkawové v rezervaci roku 1898

## Způsob života a kultura

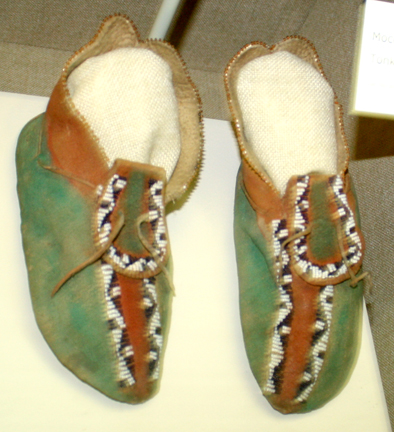
Korálkové mokasíny Tonkawů, Oklahoma, 1880, sbírka Oklahomského historického centra

Tonkawové byli především sběrači a lovci drobné zvěře, lov bizonů a chov koní pro ně měl menší význam než pro sousední skupiny. Kulturně se blížili spíše Apačům. Obydlím bylo týpí nebo jednoduché přístřešky z větví a trávy. Oděvem se Tonkawové podobali prérijním indiánům, nenosili však nikdy péřové čelenky, typickou pokrývkou hlavy byly kožešinové čepice, připomínající turban, nebo později čelenky z pestrých šátků. O náboženství a mytologii je toho známo velmi málo, k uctívaným zvířatům patřil vlk a kojot. Vlk byl pokládán za praotce kmene Tonkawů a kojot za kulturního hrdinu, který lidem přinesl oheň a naučil je lovit bizony. Při ulovení bizona bylo zvykem přenechat kusy masa v prérii jako dar vlkům a kojotům. Podobně jako v kultuře Apačů existovalo u Tonkawů tabu, zakazující komunikaci a styky mezi zetěm a jeho tchyní. Mýty a pohádky se vyprávěly v noci, zpravidla v zimním období. Až do roku 1862 praktikovali jako jedni z mála severoamerických indiánů rituální kanibalismus. Po návratu z válečného tažení bojovníci Tonkawů jedli části těl usmrcených nepřátel, neboť věřili, že tak získají jejich sílu. Právě kvůli kanibalismu byli Tonkawové sousedními kmeny, zvláště Komanči, velmi nenáviděni a v průběhu 19. stol. téměř vyhubeni.

## Jazyk
Tonkawové hovořili izolovaným jazykem, který zanikl po roce 1862, kdy byli Tonkawové téměř vyhubeni. Poslední mluvčí tonkawštiny zemřeli kolem roku 1940. Vztah tonkawštiny k ostatním indiánským jazykům je předmětem diskusí, někteří vědci předpokládají její vztahy k algonkinským jazykům nebo k jazykové rodině kaddo. Velmi neobvyklou vlastností tokwaštiny bylo téměř nepřetrźité obměňování slovní zásoby, způsobená náboženským tabu vyslovovat jméno zemřelého příslušníka kmene. Jména byla tvořena obdobně jako u jiných indiánských kmenů, podle vlastností nositele či metaforou, často zvířecí, proto vyžadovalo toto tabu obměňování názvů zvířat, barev, vlastností i některých sloves. Je to zřejmě hlavní důvod, proč se lingvistům nedaří prokázat vztah tonkawštiny k ostatním indiánským jazykům.

## Historický vývoj
Tonkawové, společně s Wičity, přišli do prérií jako jedni z prvních indiánských kmenů již ve 14. stol. n. l., patrně z oblasti jihovýchodu. S Evropany, konkrétně Španěly, přišli poprvé do kontaktu kolem roku 1740. Tonkawové měli poměrně dobré vztahy s příbuznými Wičity, Kaddy a především s Lipan Apači, naproti tomu Komančové byli jejich úhlavní nepřátelé. Právě kvůli válkám s početnějšími Komanči se Tonkawové roku 1824 spojili s bílými osadníky, vedenými Stephenem Austinem. V letech 1840 a 1859 bojovali Tonkawové a Lipan Apačové společně s texaskými rangery proti Komančům. Spojenectví s Texasany přetrvalo až do americké občanské války, v níž bojovali na straně Konfederace. Roku 1862 byli Tonkawové napadeni spojenými bojovníky Komančů, Wičitů, Osedžů a Kajovů, kteří tento kmen téměř vyhladili. Mezi zabitými byl i poslední významný náčelník Placido. Několik desítek přeživších Tonkawů se po masakru uchýlilo pod ochranu bělochů a byli přesunuti do rezervace v Oklahomě, kde se částečně smísili s Čerokíji. Nenávist vůči Komančům u nich přetrvala i nadále, během válek americké armády s Komanči v 70. letech 19. stol. sloužilo několik Tonkawů jako armádní stopaři. Jazyk Tonkawů vymřel kolem roku 1940, kdy zemřeli jeho poslední rodilí mluvčí. V současné době žije asi 600 Tonkawů, vesměs míšenců, kteří hovoří pouze anglicky nebo čerokíjsky.